# Micropleurotoma
Micropleurotoma là một chi ốc biển, là động vật thân mềm chân bụng sống ở biển trong họ Turridae.

## Các loài
Các loài thuộc chi Micropleurotoma bao gồm:
- Micropleurotoma melvilli (Sykes, 1906)[2]
- Micropleurotoma remota (Powell, 1958)[3]
- Micropleurotoma spirotropoides (Thiele, 1925)[4]
- Micropleurotoma travailleuri Bouchet & Warén, 1980[5]